# Грузино-кубинские отношения
Грузино-кубинские отношения — двусторонние дипломатические отношения между Грузией и Кубой. Отношения были установлены 18 апреля 1992 года.

## История отношений
Отношения между странами были установлены 18 апреля 1992 года.
Куба признала независимость Грузии, сразу после распада СССР. 
Также Куба является первой латиноамериканской страной установившей дипломатические отношения с Грузией.
19 ноября 2009 года в Гаване, столице Кубы, состоялись политические консультации между Грузией и Кубой, в ходе которых обсуждались перспективы развития политических и культурных отношений между сторонами.
2-5 декабря 2009 года чрезвычайный и полномочный посол Кубы в Грузии (с резиденцией в Баку) Марсело Кабальеро Торрес посетил Тбилиси для вручения верительных грамот президенту Грузии Михаилу Саакашвили.
1-4 июня 2011 года министр иностранных дел Грузии с официальным визитом посетил Кубу, в ходе которого провел встречи с министром иностранных дел и министром культуры Кубы.
16 сентября 2011 года чрезвычайный и полномочный посол Грузии в Мексике Малхаз Микеладзе вручил верительные грамоты вице-председателю Государственного совета Кубы Гладис Марии Бехерано Портеле.

## Дипломатические миссии
- У Грузии есть посольство в Гаване[2], Куба
- У Кубы есть аккредитованное посольство в Баку[3], Азербайджан